# Elicoid

Un elicoid cu α = 1, −1 ≤ ρ ≤ 1 și −π ≤ θ ≤ π.

În geometrie elicoidul, sau suprafață elicoidală, este o suprafață generată de o dreaptă care se sprijină pe o elice și pe axa ei. După plan și catenoidă, este a treia suprafață minimală⁠(d) cunoscută.

## Descriere
A fost descrisă de Leonhard Euler în 1774 și de Jean Baptiste Meusnier în 1776. Numele provine din asemănarea sa cu elicea: pentru fiecare punct de pe elicoid, există o spirală⁠(d) cuprinsă în elicoid care trece prin acel punct. Întrucât se consideră că domeniul planar se extinde de la infinitul negativ până la cel pozitiv, observarea atentă arată apariția a două plane paralele sau în oglindă în sensul că dacă este trasată panta unui plan, coplanul poate fi văzut ca fiind ocolit sau sărit, deși în realitate co-planul este urmărit și din perspectivă opusă.
Elicoidul este o suprafață riglată⁠(d) (și un conoid drept), ceea ce înseamnă că este o urmă a unei linii. Alternativ, pentru orice punct de pe suprafață, există o dreaptă pe suprafață care trece prin acesta. Eugène Charles Catalan a dovedit în 1842 că elicoidul și planul erau singurele suprafețe minimale riglate.
În sensul geometriei diferențiale, un elicoid este o suprafață de translație. Elicoidul și catenoida sunt suprafețe minimale.
Elicoidul are forma șurubului lui Arhimede, dar se extinde la infinit în direcția axei sale. Poate fi descris prin următoarele ecuații parametrice în coordonate carteziene:
{\displaystyle x=\rho \cos(\alpha \theta ),\ }
{\displaystyle y=\rho \sin(\alpha \theta ),\ }
{\displaystyle z=\theta ,\ }
unde ρ și θ merg de la infinitul negativ la cel pozitiv, în timp ce α este constant. Dacă α este pozitiv, atunci elicoidul este „pe dreapta”, cum apare în figură, iar dacă este negativ, elicoidul este „pe stânga”.
Elicoidul are curburile principale⁠(d) {\displaystyle \pm \alpha /(1+\alpha ^{2}\rho ^{2})\ }. Suma acestor mărimi dă curbura medie⁠(d) (zero deoarece elicoidul este o suprafață minimală) iar produsul dă curbura gaussiană⁠(d).
Elicoidul este homeomorf⁠(d) cu planul {\displaystyle \mathbb {R} ^{2}}. Pentru a vedea acest lucru, se lasă α să scadă continuu de la valoarea sa dată până la zero. Fiecare valoare intermediară a lui α va descrie un elicoid diferit, până când α = 0 este atins și elicoidul devine un plan.
Invers, un plan poate fi transformat într-un elicoid alegând o dreaptă (axa) din plan, apoi răsucind planul în jurul acelei axe.
Dacă un elicoid cu raza R se rotește cu un unghi de θ în jurul axei sale în timp ce se ridică cu o înălțime h, aria suprafeței parcurse este dată de:
{\displaystyle {\frac {\theta }{2}}\left[R{\sqrt {R^{2}+c^{2}}}+c^{2}\ln \left({\frac {R+{\sqrt {R^{2}+c^{2}}}}{c}}\right)\right],}   unde {\displaystyle c={\frac {h}{\theta }}.}

## Elicoidul și catenoida

Animație care arată transformarea unui elicoid într-o catenoidă

Elicoidul și catenoida sunt suprafețe local izometrice.